# Niendorf, Siemz-Niendorf
Niendorf är en ortsteil i kommunen Siemz-Niendorf i Landkreis Nordwestmecklenburg i förbundslandet Mecklenburg-Vorpommern i Tyskland. Niendorf var en kommun fram till 26 maj 2019 när den uppgick i Siemz-Niendorf. Niendorf hade 314 invånare 2019.